# Huangshan (Huangshan)
Huangshan (en chino, 黄山; pinyin, Huángshān; literalmente, ‘montaña Amarilla’) es un distrito urbano bajo la administración directa de la Prefectura Huangshan en la Provincia de Anhui, República Popular China.  Su área es de 1746 km² y su población total para 2018 superó los 150 mil habitantes. 

## Administración
Desde julio de 2023, el  Distrito Huangshan se divide en 14 pueblos que se administran en 9 poblados y 5  villas.